# Porcellio canariensis
Porcellio canariensis es una especie de crustáceo isópodo terrestre de la familia Porcellionidae.

## Distribución geográfica
Es endémica de Tenerife (España).